# Елена Михайлова
Елена Благоева, по мъж Михайлова, е българска просветна деятелка от Македония.

## Биография
Родена е през 1892 година в град Скопие.
Учи в Солунската българска девическа гимназия, която завършва през 1909 г. (випуск XVIII). Работи като българска учителка във Виница.
От 1910 година живее в София. Омъжена е за Панчо Михайлов, имат двама сина – Емил и Александър, родени в София 